# 皮克普萊斯 (新墨西哥州)
皮克普萊斯（英語：Peak Place）是位於美國新墨西哥州聖菲縣的普查規定居民點。

## 人口
根據2020年美國人口普查的數據，皮克普萊斯的面積為3.38平方千米，皆為陸地。當地共有人口578人，而人口密度為每平方千米171.01人。